# Алеур (село, Чернышевский район)
Алеу́р — село на северо-востоке Чернышевского района Забайкальского края. Село является центром сельского поселения «Алеурское», расположено на берегу одноименной реки Алеур в 1 км к северо-востоку от посёлка городского типа Чернышевск.
В 2021 году население — 945 человек.

## История
Основано село в 1690 году выходцами из Верхотурья. Население занималось зерноводством, полеводством и добычей соли на соленых озерах. С 1851 года поселок Алеурский входил в Спасскую (Курлыченскую) станицу пешего войска Забайкальского казачьего войска, а с 1872 по 1918 годы уже 3-го военного отдела войска. К концу 1890-х годов в поселке функционировали сельское управление, школа.
В 1934 году был создан колхоз имени Леонова, в дальнейшем до 1990 года в селе располагалась центральная усадьба колхоза им. Кирова. С 1992 года действовало ТОО «Алеурский», с 2000 года — СПК «Алеурский».

## Население
| 2010 | 2021 |
| ---- | ---- |
| 1005 | ↘945 |

## Хозяйство
В селе имеются библиотека, средняя школа, ФАП (2018 г.). Основное занятие жителей — сельскохозяйственное производство личных подсобных хозяйствах, работа на железной дороге. В Алеуре находится памятник воинам-землякам, погибшим в боях Великой Отечественной войны.